# Hans J. Schütz
Hans Jürgen Schütz (* 4. September 1936 in Wilhelmshaven; † 10. Juli 2004 in Bremen) war ein deutscher Übersetzer und Schriftsteller. Er zählte neben Margaret Carroux und Wolfgang Krege zum „Dreigestirn der großen deutschen Tolkien-Übersetzer“.

## Leben
Schütz studierte in Marburg an der Lahn Germanistik und Anglistik. Von 1968 bis 1971 absolvierte er eine Buchhändler-Lehre und war danach von 1972 bis 1975 als Verlagslektor tätig.
Seit 1976 arbeitete er als freier Schriftsteller, Journalist und Übersetzer. Er starb 2004 in Bremen, seinem letzten Wohnort. Hans J. Schütz war mit der Verlegerin Ida Schöffling verheiratet und in zweiter Ehe mit der Bibliothekarin Dagmar Schütz-Ködding (1941–2022).
Schütz war ständiger Mitarbeiter des Börsenblatts sowie Mitglied des PEN.

## Werk
Als Übersetzer übertrug er mehr als 30 belletristische Werke, Biografien, Jugendbücher sowie Sachliteratur aus dem Englischen und Amerikanischen ins Deutsche, u. a. für die Verlage Rowohlt, S. Fischer, Ravensburger, C.H. Beck und den Klett-Cotta Verlag, darunter sind Autoren wie Philip Kerr, Tad Williams und Patricia A. McKillip. Einen Großteil seiner übersetzerischen Tätigkeit bilden zudem Werke J. R. R. Tolkiens und diverse Darstellungen zu dessen Rezeption und Erläuterung.
In seinem schriftstellerischen Werk spezialisierte sich Schütz auf Darstellungen zur literarischen Zensur sowie auf Themen der deutschen Literaturgeschichte, u. a. Autorinnen und Autoren, die zu Unrecht vergessen sind, sowie Autorinnen und Autoren jüdischer Herkunft.

### Übersetzungen (Auswahl)
alphabetisch
- James Houston: Feuer unter dem Eis. Abenteuer in der kanadischen Arktis. Bertelsmann, München 1977.
- Joy Chant: Roter Mond und schwarzer Berg. Hobbit-Presse Klett-Cotta, Stuttgart 1978, ISBN 3-12-901470-5.
- Howard P. Lovecraft: Die Traumfahrt zum unbekannten Kadath. Hobbit-Presse Klett-Cotta, Stuttgart 1980, ISBN 3-12-904930-4.
- Aidan Chambers: Wer stoppt Melanie Prosser. 1. Auflage. Arena-Verlag, Würzburg 1984, ISBN 3-401-03979-0
- John Ronald Reuel Tolkien: Tuor und seine Ankunft in Gondolin. Erzählung. Klett-Cotta im Deutschen Taschenbuch-Verlag, München 1985, ISBN 3-423-10456-2
- Karen W. Fonstad: Historischer Atlas von Mittelerde. Klett-Cotta, Stuttgart 1985, ISBN 3-608-95023-0
- Charlotte, Branwell, Emily und Anne Brontë: Angria & Gondal. Hrsg. von Elsemarie Maletzke. Frankfurter Verlag-Anstalt, Frankfurt am Main 1987, ISBN 3-627-10015-8
- Mbulelo Vizikhungo Mzamane: Die Kinder von Soweto. Roman. Verlag Neues Leben, Berlin 1986.
- Jo Bannister: Selbstmord wider Willen (= rororo; Band 2894; rororo-Thriller). Rowohlt, Reinbek bei Hamburg 1989
- Robert Paltock: Leben und Abenteuer des Peter Wilkins aus Cornwall. Klett-Cotta, Stuttgart 1989, ISBN 3-608-95566-6
- John Masefield: Das Mitternachtsvolk. Hobbit-Presse Klett-Cotta, Stuttgart 1989, ISBN 3-608-95613-1
- Victoria Glendinning: Vita Sackville-West. Eine Biographie. Frankfurter Verlagsanstalt, Frankfurt am Main 1990, ISBN 3-627-10009-3
- David Thomson: Laurence Sterne. Eine Biographie. Frankfurter Verlag-Anstalt, Frankfurt am Main 1991, ISBN 3-627-10231-2
- Elaine Feinstein: Marina Zwetajewa. Eine Biographie. Fischer-Taschenbuch-Verlag, Frankfurt am Main 1993, ISBN 3-596-11284-2
- T.J. Lustig: Die Verschwörung oder Mein Leben als Pferd. Roman. Klett-Cotta, Stuttgart 1993, ISBN 3-608-95846-0
- Andrew Field: Die geheimen Aufzeichnungen des Edward de Vere, Großkämmerer, siebzehnter Earl of Oxford, Dichter und Stücke-schreiber, genannt Shakespeare. Roman. Klett-Cotta, Stuttgart 1994, ISBN 3-608-95850-9
- Peter S. Beagle: Es kamen drei Damen im Abendrot Roman. Klett-Cotta, Stuttgart 1995, ISBN 3-608-93273-9
- Peter S. Beagle: Das indische Nashorn. Klett-Cotta, Stuttgart 1997, ISBN 3-608-87518-2.
- Janwillem van de Wetering: Ölpiraten. (= rororo; Band 43291; rororo-Thriller). Rowohlt-Taschenbuch-Verlag, Reinbek bei Hamburg 1998, ISBN 3-499-43291-9 (neu gestaltete Auflage 2002 als rororo Band 23249, ISBN 3-499-23249-9).
- Peter Fritzsche: Wie aus Deutschen Nazis wurden. Pendo, Zürich/München 1999, ISBN 3-85842-361-0
- Gary Russell: Der Herr der Ringe – die Gefährten. Die Erschaffung eines Filmkunstwerks. Klett-Cotta, Stuttgart 2002, ISBN 3-608-93331-X.
- Gabriel King: Der Herr der Ringe – Die Rückkehr des Königs. Das offizielle Begleitbuch. Figuren, Landschaften und Orte Mittelerdes. Klett-Cotta, Stuttgart 2003, ISBN 3-608-93506-1.
- David Day: Tolkiens Welt. Die mythologischen Quellen des „Herrn der Ringe“. Klett-Cotta, Stuttgart 2003, ISBN 3-608-93629-7.
- Philip Kerr: Die Berlin-Trilogie (= rororo; Band 23689). Rowohlt-Taschenbuch-Verlag, Reinbek bei Hamburg 2004
- John Ronald Reuel Tolkien [und Volksdichtung]: Sir Gawain und der grüne Ritter. Mit dem Essay Sir Gawain und der grüne Ritter. Klett-Cotta, Stuttgart 2004, ISBN 3-608-93263-1
- Brian Sibley: Die Strasse gleitet fort und fort. Die Karte von Tolkiens Mittelerde. Klett-Cotta, Stuttgart 2009, ISBN 978-3-608-93761-9.
- Tad Williams: Traumjäger und Goldpfote. Roman. Klett-Cotta, Stuttgart 2012, ISBN 978-3-608-93831-9.

### Darstellungen und Herausgeberschaften zu Themen der Literaturgeschichte (Auswahl)
- Der wahre Jacob. Ein halbes Jahrhundert in Faksimiles. Herausgegeben und eingeleitet von Hans J. Schütz. Dietz Verlag, Berlin 1977
- Adelheid Popp: Jugend einer Arbeiterin. Herausgegeben und eingeleitet von Hans J. Schütz. Dietz Verlag, Berlin 1977
- Stephan Born: Erinnerungen eines Achtundvierzigers. Herausgegeben und eingeleitet von Hans J. Schütz. Dietz Verlag, Berlin 1978, ISBN 3-8012-0031-0
- Nun, Brüder stehet wie ein Mann. Flugblätter, Lieder und Schriften deutscher Sozialisten. 1833–1863.  Im geschichtlichen Zusammenhang dargestellt von Hans J. Schütz. Anrich, Modautal-Neunkirchen 1979
- Wilhelm Blos: Die deutsche Revolution. Geschichte der deutschen Bewegung von 1848 und 1849. Herausgegeben und eingeleitet von Hans J. Schütz. Dietz Verlag, Berlin 1979, ISBN 3-8012-0030-2
- Vernunft ist immer republikanisch. Texte zur demokratischen Tradition in Deutschland 1747–1807. Hans J. Schütz [Hrsg.], 2., erweiterte Auflage, Anrich, Modautal-Neunkirchen 1980, ISBN 3-920110-55-2
- Almanach der Vergessenen. Herausgegeben von Klaus Schöffling und Hans J. Schütz. Beck, München 1985, ISBN 3-406-30855-4.
- „Ein deutscher Dichter bin ich einst gewesen“. Vergessene und verkannte Autoren des 20. Jahrhunderts. Beck, München 1988, ISBN 3-406-33308-7
- Als die Zensur-Hofkommission sogar den Index auf den Index setzte. In: Börsenblatt für den deutschen Buchhandel, Jg. 45, Nr. 14, Verlag Buchhändler-Vereinigung, Frankfurt a. M. 1989, S. 554–564, ISSN 0940-0044, ZDB-ID 124201-5
- Verbotene Bücher. Eine Geschichte der Zensur von Homer bis Henry Miller. Beck, München 1990, ISBN 3-406-34007-5
- Juden in der deutschen Literatur. Eine deutsch-jüdische Literaturgeschichte im Überblick (= Serie Piper; Band 1520). Piper, München/Zürich 1992, ISBN 3-492-11520-9
- „Eure Sprache ist auch meine“. Eine deutsch-jüdische Literaturgeschichte. Pendo, Zürich/München 2000, ISBN 3-85842-382-3[3].
- „Erlauben Sie, daß ich still bin“. Der Dichter Ferdinand Hardekopf. Verdienste um Übersetzungen aus dem Französischen. In: Börsenblatt für den deutschen Buchhandel, Jg. 40.1984, MVB Marketing- und Verlags-Service des Buchhandels, Frankfurt a. M. 2003, S. 1487–1488, ISSN 1611-4280, ZDB-ID 2097499-1.
- Sommerwetter, Kaiserwetter, Hohenzollernwetter. Karl Jakob Hirsch oder Hannover und die große Weltgeschichte. In: Börsenblatt für den deutschen Buchhandel, Jg. 40.1984, Nr. 12, MVB Marketing- und Verlags-Service des Buchhandels, Frankfurt a, M. 2003, S. 266–267, ISSN 1611-4280, ZDB-ID 2097499-1.

## Sekundärliteratur
- Hans J. Schütz, in: Jürgen Dierking, Klaus Kellner, Edith Laudowicz: Literaturszene Bremen, Bremerhaven & umzu: Autoren und Adressen, Bremen 1993, ISBN 3-927155-08-X
- Anne Nussbaum, "Eure Sprache ist auch meine" – Hans J. Schütz führt in die deutsch-jüdische Literaturgeschichte ein, in: literaturkritik.de https://literaturkritik.de/id/4720

## Online-Ressourcen
- http://ardapedia.herr-der-ringe-film.de/index.php/Hans_J._Sch%C3%BCtz
- http://tolkiengateway.net/wiki/Hans_J._Sch%C3%BCtz
- https://www.klett-cotta.de/autor/Hans_J._Schuetz/12746
- https://lotr.fandom.com/de/wiki/Hans_J._Sch%C3%BCtz
- https://www.goodreads.com/author/list/665153.Hans_J_Sch_tz
- https://literaturkritik.de/id/4720